# Ceuthospora euonymi
Ceuthospora euonymi är en svampart som beskrevs av Grove 1916. Ceuthospora euonymi ingår i släktet Ceuthospora och familjen Phacidiaceae.   Inga underarter finns listade i Catalogue of Life.